# Cornelis Johannes van Houten
Cornelis Johannes van Houten (La Haia, 1920 – 24 d'agost del 2002), va ser un astrònom neerlandès. Es fa servir sovint el nom Kees van Houten, en neerlandè, El nom de Cornelis s'abreuja sovint com a Kees. Nascut a La Haia, va realitzar la seua carrera a la Universitat de Leiden, tot exceptuant un breu període entre 1954 i 1956, on va estar-se a l'Observatori Yerkes com assistent. Va treure el primer títol el 1940. La II Guerra Mundial va aturar els seus estudis i no es va poder doctorar fins al 1952.
Casat amb la també astrònoma Ingrid van Houten-Groeneveld, va mostrar interès en els asteroides. Junt amb la seua muller i Tom Gehrels, van formar un equip que va descobrir milers d'aquests cossos espacials, gràcies al telescopi Schmidt de 48 polzades que tenia Gehrels a l'Observatori de Palomar a Califòrnia.
També va estudiar les velocitats radials d'estrelles binàries properes. Van Houten mai es va jubilar i va publicar articles fins al darrer dia de sa vida.